# Folyami vakság
Az Onchocerciasis, amely folyami vakság néven is ismert, az Onchocerca volvulus parazita féreg által okozott betegség. Tünetei erős viszketés, a bőr feldudorodása, és gyengénlátás. A vakság második leggyakoribb fertőzés miatti oka a kötőhártya-gyulladás után. Afrika és Amerika trópusi területein fordul elő.

## Elterjedése
Megközelítőleg 17 - 25 millió ember fertőzött folyami vaksággal, akik közül kb. 0,8 millió ember valamilyen fokon elvesztette a látását. A legtöbb fertőzés Fekete-Afrika területén történik, de jelentettek fertőzéseket Jemen valamint Közép- és Dél-Amerika területéről is.

## Kórokozója

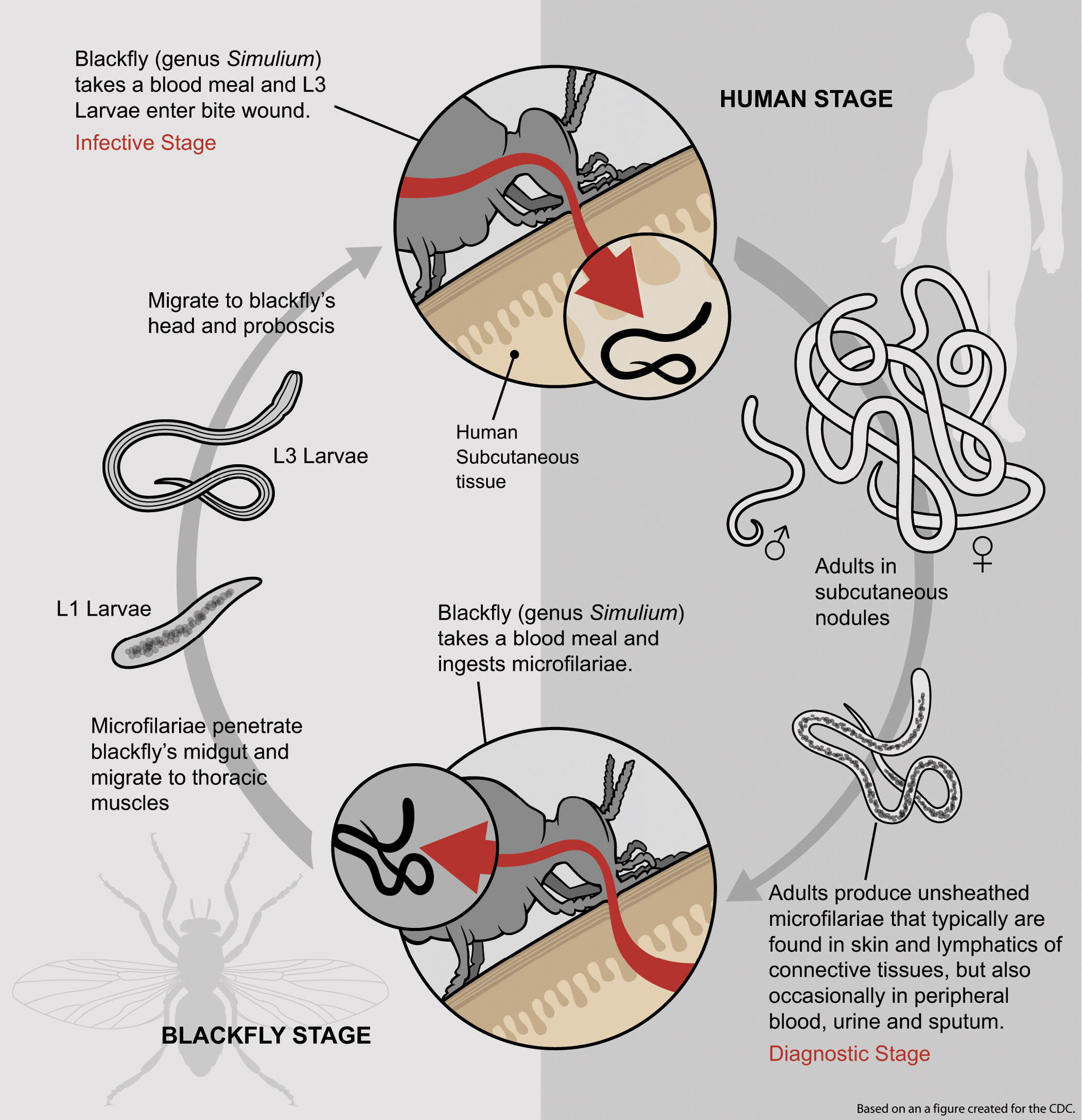
Az Onchocerca volvulus életciklusa

A parazita férget a simulium nembe tartozó fekete légy (S. damnosum és S. neavei Afrikában, S. metallicum Közép-Amerikában, S. ochraceum Közép- és Dél-Amerikában) csípése terjeszti. Rendszerint a fertőzéshez sok csípésre van szükség. Ezek a legyek folyók közelében élnek, innen a betegség neve. Ezután a férgek lárvákat hoznak létre, amelyek a bőrbe hatolnak. A férgek teljes kifejlődéséhez tíz hónap szükséges. Itt fertőzik meg a következő fekete legyet, amely megcsípi a személyt. 
A férgek élettartama akár 17 év is lehet. A dudorokban élnek.

## Felismerése
Diagnózist sokféle módon lehet készíteni, többek között: a bőrbiopsziát fiziológiás oldatba téve és megvárva, hogy a lárva kikeljen, a szemben lárvát keresve és a bőr alatti dudorokban kifejlett férgeket keresve.

## Megelőzése és kezelése
A betegség ellen nincs védőoltás. Megelőzni a légycsípés elkerülésével lehet. Ez történhet rovarriasztóval vagy alkalmas ruházattal. Másik erőfeszítés a légypopuláció csökkentése rovarirtókkal. Erőfeszítések a betegség megszüntetésére egész embercsoportok évente kétszeri kezelésével a világ több részén történnek. A megfertőzöttek ivermektin gyógykezelést kapnak hat-tizenkét havonta. Ez a kezelés a lárvát megöli, de a felnőtt férget nem. A doxiciklin gyógykezelés, amely megöli a wolbachia nevű endoszimbionta baktériumot, úgy tűnik, hogy gyengíti a férgeket, ez néhány páciensnél ajánlott. A doxyciclines kezeléssel a nőstény férgek hat hét alatt terméketlenné tehetők. A bőr alatti csomók eltávolítása sebészeti úton szintén elképzelhető. A felnőtt férgek ellen Suramint használnak, ami az 1916-ban szintetizált  Germanin hatóanyaga. Ez volt az álomkór elleni első hatóanyag.

## Története
1915-ben Rodolfo Robles hozta kapcsolatba először a férget a szembetegséggel. Az Egészségügyi Világszervezet az elhanyagolt trópusi betegségek közé sorolja.
Az 1970-es évek elején a betegség terjedni kezdett, különösen Burkina Fasóban. A súlyos egészségügyi következmények mellett gazdasági károkat is okozott, mivel az emberek elmenekültek a termékeny folyóvölgyekből a betegség elől, így csökkent az élelmiszer-termelés, ami éhínséget okozott. A WHO 1974-ben programot indított a betegség ellen. Először csak  Benin, Burkina Faso, Ghána, Elefántcsontpart, Mali, Niger és Togo vett benne részt, majd 1984-ben csatlakozott  Guinea, Guinea-Bissau, Szenegál és Sierra Leone is.
Sokáig nem volt ismert specifikus gyógyszer. A programban dietilkarbamazint használtak, aminek erősek voltak a mellékhatásai, például csalánkiütés, alacsony vérnyomás tachikardiával, és ödéma. A program része volt a legyek irtása is, és a folyóvölgyek újratelepítése is.  1988-tól új gyógyszereket kezdtek használni, Mectizant és más ivermektin hatóanyagú szereket. 1995-től a program új nevet kapott (African Programme for Onchocerciasis Control APOC), és most már 24 országban folytatták. 2012-ig több, mint 100 millió embert kezeltek, és a veszélyeztetett területek 95%-át lefedték.
1992-ben az amerikai program is elindult, 2011-ben hat országban  (Brazília, Kolumbia, Ecuador, Guatemala, Mexikó, Venezuela) 13 területet vontak be.  Több országból sikerült eltüntetni a betegséget  (Kolumbia 2013, Ecuador 2014, Mexikó 2015). 2015 őszén jelentették, hogy már csak Brazília és Venezuela határán fordul elő Dél-Amerikában.
2015-ben  William C. Campbell és Satoshi Ōmura kapta az orvosi Nobel-díj egyik felét az Avermectin felfedezéséért, ami egy fontos szer a fonalférgek ellen, és a folyami vakság legyőzésének fontos eszköze

## Fordítás
Ez a szócikk részben vagy egészben  az   Onchozerkose című német Wikipédia-szócikk fordításán alapul.  Az eredeti cikk szerkesztőit annak laptörténete sorolja fel. Ez a jelzés csupán a megfogalmazás eredetét és a szerzői jogokat jelzi, nem szolgál a cikkben szereplő információk forrásmegjelöléseként.